# Bätterkinden
Bätterkinden est une commune suisse du canton de Berne, située dans l'arrondissement administratif de l'Emmental.

Photo aérienne (1953).

## Patrimoine bâti
Église protestante élevée par Abraham Dünz l'Aîné (1664).